# Jean-Baptiste Muiron
Pour les articles homonymes, voir Muiron.
Jean-Baptiste Muiron, né le 10 janvier 1774 et mort le 15 novembre 1796 à Arcole, est un militaire français, et l'un des aides de camp du général Napoléon Bonaparte.

## Biographie
Né à Paris en 1774, Jean-Baptiste Muiron est le fils d'un fermier général et le petit-fils d'un chirurgien.

### Rencontre avec Napoléon
Il rencontre Napoléon lorsqu'ils sont tous les deux artilleurs au siège de Toulon, où Muiron est blessé d'un coup de baïonnette à la cuisse. Ils se lient d'amitié très vite.

### 13 vendémiaire et la fatale campagne d'Italie
Chef de bataillon à vingt ans, colonel l’année suivante, il partage la bonne fortune de Napoléon. Il est à ses côtés le 13 vendémiaire, commandant d'une batterie de quatre canons. Il le suit également durant la campagne d’Italie et devient l'un des aides de camp du général Bonaparte, ainsi qu'un ami d'un autre aide de camp, Joseph Sulkowski. Le 15 novembre 1796, sur le pont d’Arcole, alors qu’il charge à la tête de ses troupes, le général Bonaparte est mis en joue par un Autrichien. Muiron s’en aperçoit et se jette devant Napoléon pour le protéger de son corps. La balle que reçoit le colonel Muiron lui est fatale.

## Reconnaissance de Napoléon
Napoléon ne l’oubliera jamais. Devenu Premier consul puis empereur, Napoléon Ier prend la famille de Muiron sous son aile afin qu'elle ne manque de rien. Il fait rayer, en intervenant auprès du Directoire, certains membres de la famille de la liste des émigrés et, des années plus tard, nomme le père de Muiron comte d'Empire. Il fait également baptiser une frégate du nom de Muiron. C'est sur cette frégate qu'il rentre d'Égypte quelques semaines avant son coup d'État du 18 brumaire. De plus, il mentionne Muiron dans son testament, léguant une somme substantielle à sa famille.
En 1803, le Premier consul fait faire de la Muiron un modèle qu'il place dans sa chambre à coucher, à la Malmaison. En 1829, ce modèle est acheté par le général Gourgaud et est aujourd'hui conservé au Musée de la Marine. En 1807, la Muiron elle-même est retirée du service sur les ordres du ministre Decrès, « pour qu'elle soit conservée (à Toulon) comme un monument. ». En 1855, elle est frappée par la foudre et elle coule.
Après la bataille de Waterloo, « colonel Muiron » est l'un des pseudonymes que Napoléon Bonaparte envisage d'utiliser dans une éventuelle tentative d'échapper aux Anglais, mais dont il ne fait finalement pas usage.

## Hommages
- La Muiron, nouvelle d’Anatole France, 1893.

- La rue Muiron à Toulon porte son nom.